# Rez sosnokrut

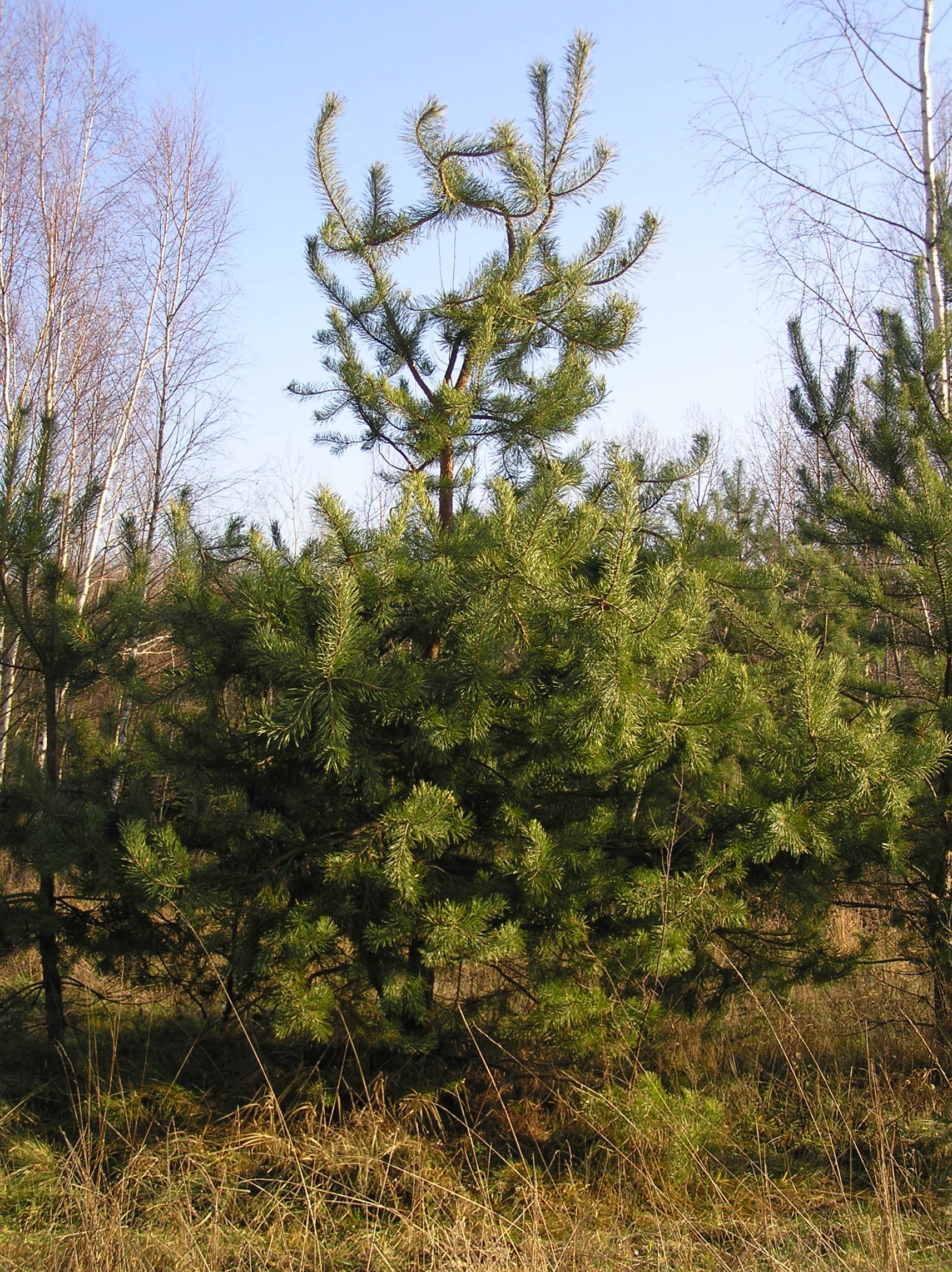
Melampsora populnea na borovici.

Rez sosnokrut někdy jen sosnokrut je choroba způsobovaná houbou Melampsora populnea (synonymum např. Melampsora pinitorqua ). Je významnou houbovou chorobou borovice, ale lze ji nalézt i u některých jiných dřevin. Melampsora populnea je rez dvoubytná. Ke svému životnímu cyklu potřebuje dva hostitele, borovici a osiku. Druhou hostitelskou dřevinou může být i topol bílý nebo topol šedý. Na listech osiky a topolu se tvoří ložiska letních a zimních výtrusů.

## Hostitel
- borovice (Pinus)
- topol bílý ((Populus alba))
- topol osika (Populus tremula), po borovici druhý nejčastější hostitel této rzi
- topol šedý (Populus x canescens)
- bažanka (Mercularis perennis, Mercurialis annua)

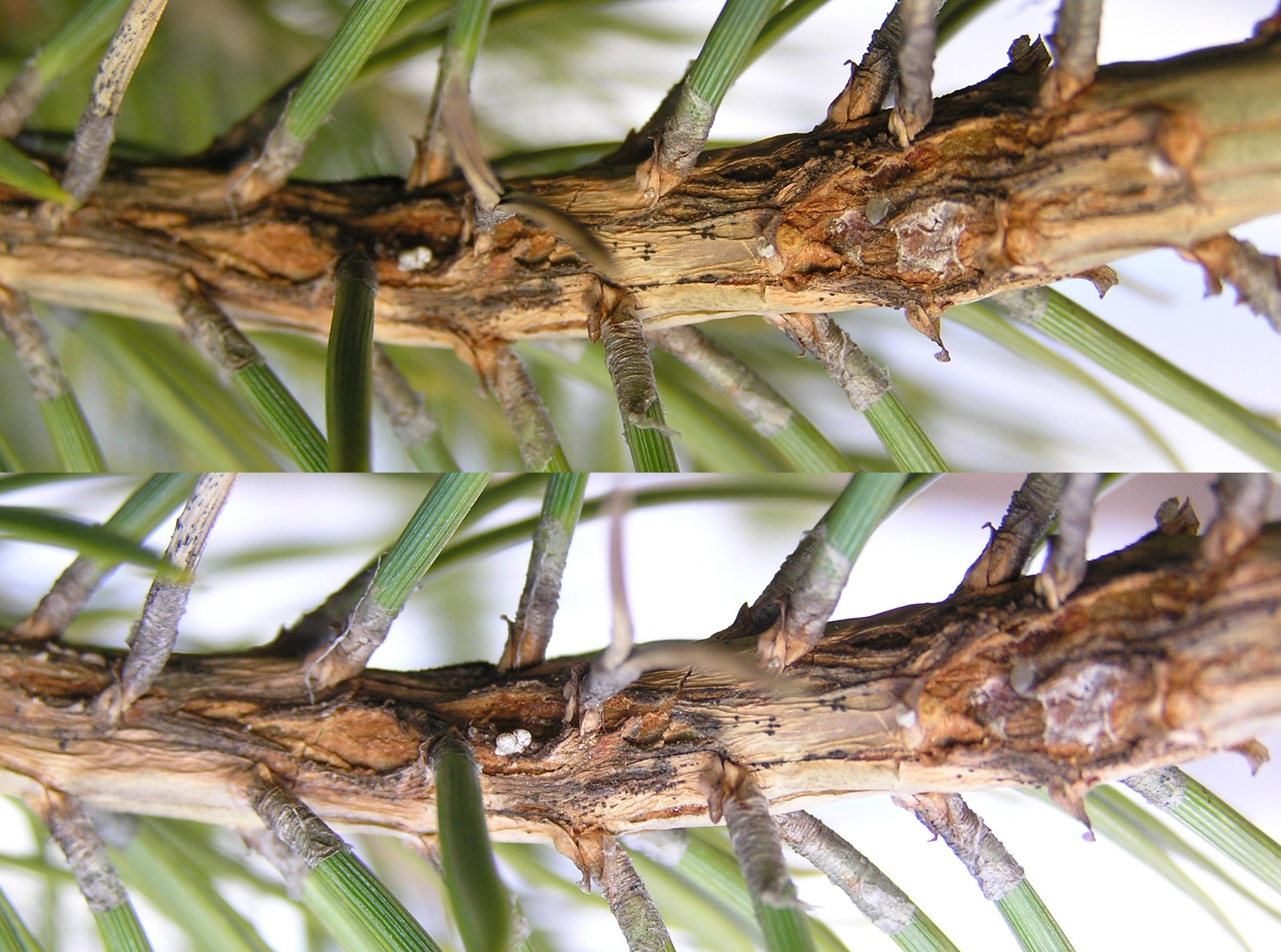
Melampsora populnea, les Białowieża, Polsko, 2006

- dymnivka plná (Corydalis solida).
- modřín opadavý Larix decidua

## Původ
Patogen pochází z Finska později se rozšířil do Itálie a Anglie a dále do Euroasie. Starší zprávy o výskytu této rzi v Americe zatím nebyly potvrzeny.

## Rozšíření
Patogen je rozšířen v Eurasii (z Asie bývá udáván především ze západní Sibiře, východněji se vyskytuje jen rozptýleně), obzvláště v oblastech s hojným výskytem borovice a osiky.

## Historické zmínky
Ještě ve dvacátém století bylo v českých zemích napadení touto houbou pokládáno za velmi vzácné. Bubák (1906) v monografii českých rzí uvádí pouze jediný nález této rzi od Rovenska. Téměř o sto let později Příhoda (1981) zmiňuje jen jediný významnější výskyt rzi sosnokrut v Čechách na sazenicích borovice lesní z Týniště nad Orlicí, avšak jako častější ji udává z jižní Moravy (okolí Brna či Znojma). 
V roce 1989 Jančařík a Strnadová poznamenává, že v lesích ČSSR byla až donedávna tato rez vcelku bezvýznamná a její výskyt spíše ojedinělý. Začátkem 80. let byla zaznamenána zvýšená četnost výskytu rzi sosnokrut . Z významnějších dalších lokalit v ČR lze uvést především jižní Čechy (Třeboňsko), ale i střední Čechy (okolí Prahy, Brandýsa nad Labem) či severní (okolí Mimoně) nebo západní (Plzeňsko). Zpráva LOS, VÚLHM Jíloviště-Strnady se zmiňuje, že v roce 1999 se místně silněji vyskytla také napadení rzí sosnokrut na borovici lesní. 
V roce 2000 se ve zprávě Výzkumné stanice Opočno uvádí, že „…v posledních letech se však velmi značně rozšířila rez sosnokrut Melampsora pinitorqua Rostr., která ve školkách napadá již nejmladší borové semenáčky i starší sazenice a působí nejen kroucení a netvárný růst napadených výhonů starších stromů, ale i napadených mladších borovic ve školkách i v nejmladších výsadbách.“ a autoři Vlastislav Jančařík a Zdenka Procházková zde dále zmiňují i symptomy na starších stromech a doporučují odstraňovat druhého hostitele z okolí školek. Což napovídá že v roce 2000 nabylo ohrožení chorobou vážnosti.

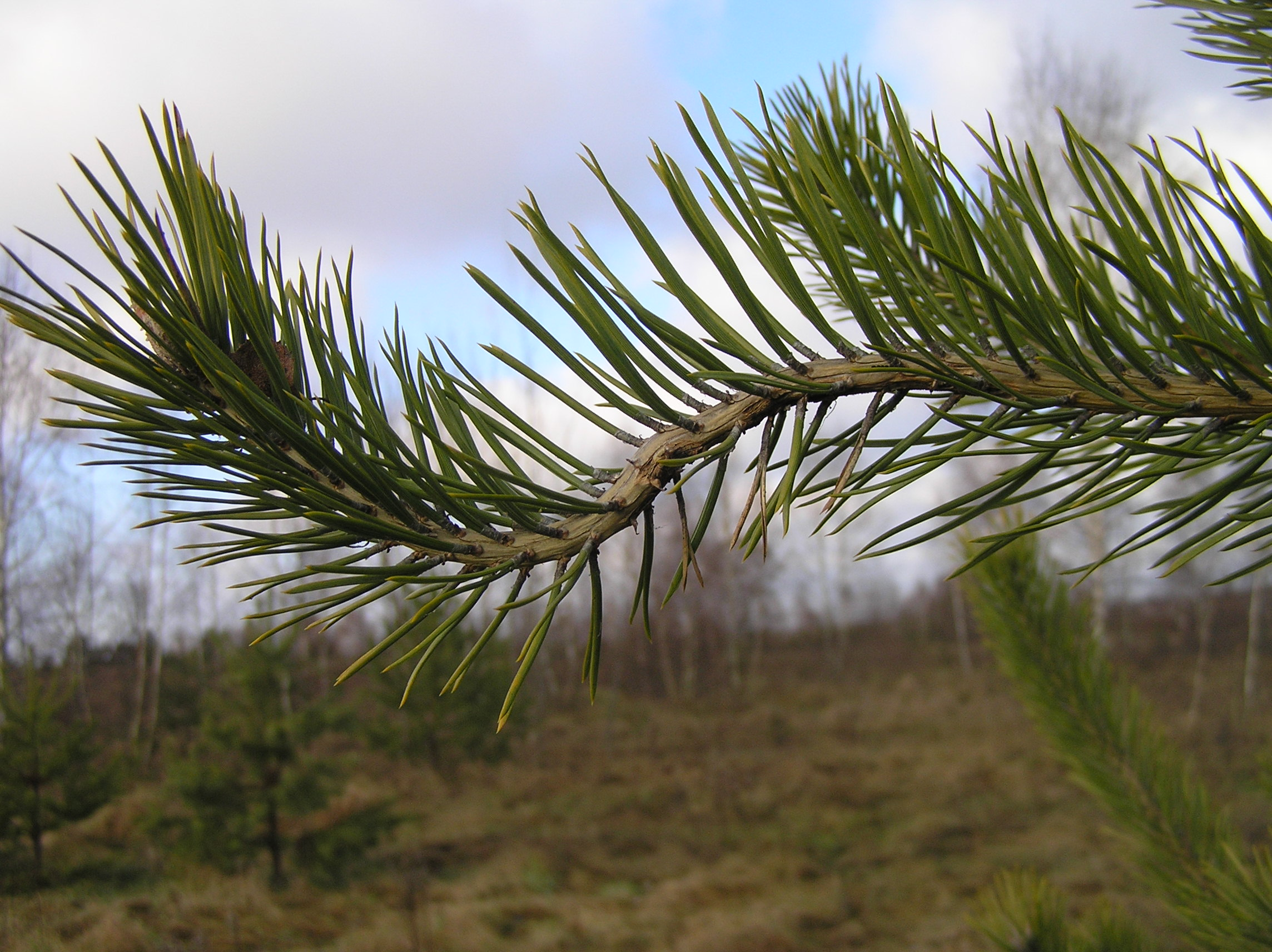
Melampsora populnea, les Białowieża, Polsko, 2006

## Význam
Při větší nákaze odumírají letorosty, nejvíce bývá ohrožen terminální výhon. Choroba způsobuje netvárný růst mladých borovic. Osika a topol nejsou významněji touto houbou poškozovány.

## Příznaky
Na kůře vyrašených infikovaných výhoncích borovice se objevují koncem května a začátkem června spermogonia. Později se jeví jako podélné světlé skvrny na výhonu jenž postupně žloutnou. Ložiska jarních výtrusů vyrůstají v červnu v trhlinách kůry jako barevně velmi nápadné, téměř oranžové skvrny. Nakonec jsou červeně oranžové a nejsou kryty pseudoperidií. V místě nákazy patogenem na jedné straně výhonu mladé letorosty méně přirůstají a dochází k jejich kroucení. Tvoří se lyrovité deformace borových výhonů. Silné terminální výhony často infekci překonají a rostou přirozeně dál. Ložiska s výtrusy mohou být různě velká, obvykle však nebývají delší než 2–3 cm. Po jejich dozrání a vyprášení jarních výtrusů zůstávají na výhonech rány, které jsou postupně zalévány pryskyřicí a tvoří se kalus. U dřevin dochází často k zmnožení náhradních letorostů až metlovitosti. V místě nákazy, byť je dobře zhojeno je dřevo křehké a snadněji se zde může i vzrostlý strom zlomit.

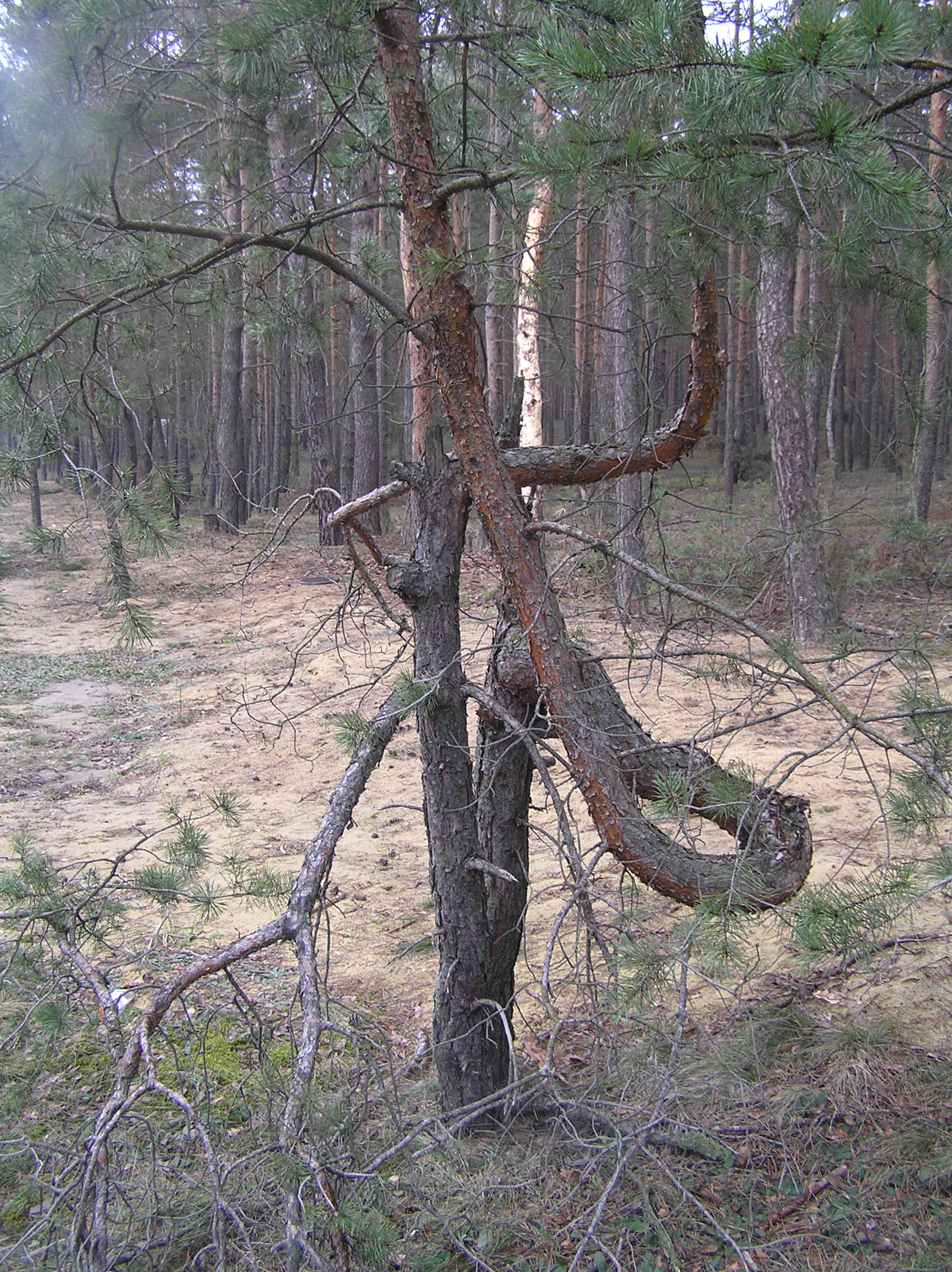
Znetvoření způsobené rzí sosnokrut.

## Vývojový cyklus
Teliospory přezimují v opadaném listí osiky a topolu a na jaře z nich vyrůstají basidie s basidiosporami.
V tuto dobu vyrůstají na loňských opadaných listech osik ze zimních výtrusů rzi (teliospor) čtyřbuněčné basidie, na jejichž každé buňce se vytvoří jeden drobný výtrus – basidiospora. Basidiospory houby Melampsora populnea se pomocí větru dostanou na vyrůstající výhony borovic. K nákaze borovice dochází z jara (obvykle v květnu), když raší nové výhony borovic. Spory mohou infikovat borovice od počátku rašení hostitele. 
Během května až června se na napadených borových výhonech objeví první vývojové stadium rzi – spermogonia. Jsou to drobná ložiska s bezbarvými výtrusy – spermaciemi. Krátce poté (koncem května až v červnu) vyrůstají zpod spermogonií ložiska jarních výtrusů v nichž se tvoří aeciospory. Tato ložiska jsou dobře pozorovatelná, zprvu se jeví jako podélné světlé skvrny na výhonu, postupně však žloutnou. Jak dozrávají, zbarvují se do růžově oranžova. Zralá spermogonia praskají a aeciospory jsou větrem přenášeny k sekundárnímu hostiteli.
Ve vhodných podmínkách tak infikují listy osik (popř. bílých či šedých topolů) a dochází k pokračování vývojového cyklu patogena. Během léta (obvykle koncem července či v srpnu) se napadené listy osik zbarvují mramorovitě žlutavě, na jejich spodní straně se postupně vytvářejí drobná oranžová ložiska – uredia, s letními výtrusy – urediosporami. Na podzim (obvykle v září až v říjnu) dochází na spodní straně listů pod epidermis (listovou pokožkou) k tvorbě až do hněda zbarvených ložisek zimních výtrusů – telií s teliosporami. Po přezimování se cyklus rzi opakuje.

## Ochrana rostlin

### Prevence
Za účinné je považováno odstranění druhého hostitele, osiky a topolu z blízkosti školek, výsadeb a kultur.K masivní nákaze dochází ještě při vzdálenostech obou hostitelů několik set metrů, je uváděn pás široký 500m. 

### Ochrana při výskytu
První aplikace fungicidu se provádí po uvolnění výhonu z obalových šupin a zakládání jehlic, do doby dosažení délky výhonu 2–3 cm, další 3–4 postřiky následují v cca 10–14 denních intervalech.

### Doporučované přípravky
- Impact